# Tony Dallara
Tony Dallara (n. 30 iunie 1936, Campobasso, Molise, Italia) este un cântăreț italian.